# Schermann Szilárd
Schermann Szilárd (Igló, 1895. január 25. – Budapest, 1977. július 18.) biológus, botanikus.

## Élete
Vas megyei evangélikus családból származott, mely posztós háziipart űzött Kőszegen. Édesapja (1854–1942) tanító, majd az iglói evangélikus főgimnázium ének-zene- és testneveléstanára, édesanyja késmárki Marcsek Anna. 1930-ban megházasodott, gyermekeik: Schermann Erika (1933), Schermann Péter (1931) és Schermann Ákos (1944).
Hétéves korában vörheny következtében kétoldali középfülgyulladása miatt halláskárosodást szenvedett. 1913-ban érettségizett az iglói evangélikus főgimnáziumban. Az első világháború alatt, 1915–1918 között a kassai hadifogoly-megfigyelő állomáson majd az újpesti ideggyógyászati katonai kórházban szolgált. 1919-ben a budapesti Trefort utcai Gimnázium, 1919-1920-ban a kecskeméti református gimnázium kötelékében, Ókécskén lett megbízott tanár, illetve a Magyar Madártani Intézethez szolgálatra berendelt rendes tanár volt. 1920-ban a Budapesti Tudományegyetemen biológia–földrajz szakos középiskolai tanári oklevelet, 1921-ben bölcsészdoktori oklevelet szerzett. 1923-1926 között a Vetőmagvizsgáló Állomás, illetve a Vetőmagkutató Intézet szaknapidíjas kutatója, 1926–1940 között kísérletügyi asszisztense, 1940–1952 között szaktitkára, kutatómérnöke volt. Az 1944–1945-ös háborús telet feleségével és három gyermekével farkasréti családi házukban vészelték át. 1952-től egyszerűsített eljárással a mezőgazdasági tudományok kandidátusa, 1952–1958 között a Vetőmagkutató Intézet tudományos főmunkatársa volt.
Növényrendszertannal, mezőgazdasági növénytannal, florisztikai alapkutatásokkal foglalkozott, tudományos pályafutásának kezdetén értékes növénygyűjtőutakon is részt vett a Magas-Tátrában. A Magvizsgálók Nemzetközi Szervezete (ISTA) tagja, a vetőmag-összehasonlító és -származásvizsgálatok és egyéb nomenklatúra-kérdések nemzetközi egységesítésében, az ezzel kapcsolatok szabványok elkészítésében fontos szerepet játszott. Fő műve, a Magismeret (1966) nemzetközileg is nagy visszhangot kiváltó munka, a szakirodalom klasszikusa. Közel 2000 fajt írt le.
Szontagh Miklós orvos vezette be a hegyvidéki turisztikába. Több népszerű kiadványt írt a természetjárásról, a természetvédelemről és a turizmusról, illetve ornitológiai dolgozatokat is közölt. Egykori fényképeiből több elérhető a fortepanon. Nyugdíjba vonulása után, 1958-ban a növénygyűjteményét a Kertészeti Főiskola Növénytani Tanszékének ajándékozta.
A Magyarországi Kárpát-egyesület főtitkára, majd alelnöke volt. 1921–1923 között az Aquila, 1925-1928 között a Kárpáti Lapok szerkesztője, 1926-ban a Turistaság és Alpinizmus társszerkesztője volt. A Turisták Lapjába is írt több cikket. 1939-1941 között a Magyar Turista Szövetség alelnöke, az irodalmi bizottság elnöke, a vezetőképző tanfolyam tanára volt. A Polgárdy Géza által szerkesztett Magyar Turista Lexikon munkatársa volt.

## Elismerései és emlékezete
- Magismeret könyve akadémiai nívódíjat kapott
- 2024 Gömör–Szepes című fényképkiállítás Rozsnyón, majd Iglón[2]

## Főbb művei
- 1921 Az Allium genus Rhizirrhideum szekciójának magyarországi fajai. Egyetemi doktori értekezés
- 1921 Chernelházi Chernel István élete és működése. Aquila (tsz. Almásy György és Csörgey Titusz)
- 1922 A madarak vonulása az Alpokon keresztül. Természettudományi Közlöny 1922
- 1922 Megemlékezés Chernel Istvánról. Vasvármegye 1922. április 16.
- 1923 A kakuk életmódjának vitás részletei. Természettudományi Közlöny 1923
- 1923 Jelentés a Madártani Intézet könyvtárának állapotáról. Aquila
- 1924 A kócsag pusztulása, védelme és tenyésztése. Természettudományi Közlöny 1924
- 1925 Egy magyar mérnök a kolumbiai kócsagtelepekről. A Természet
- 1930 „Keményhéjú” vetőmagvak. Kísérletügyi Közlemények 1930
- 1931 A magyar turistaság élete és alkotásai. Az Országos Magyar Turista Kiállítás ismertetője. Budapest
- 1937 Szögescipők nyomai a Kárpátok bércein. Karafiáth Jenő előszavával. Budapest
- 1939 A Tisza forrásvidékének kis turistakalauza. A Magyar Turista Élet kiadványai 1. Budapest (2. kiadás 1940; 3. kiadás 1944)
- 1944 Kassa és a Kassai hegyek kalauza. Budapest
- 1944 Tudnivalók a vetőmagról és a vetőmagvizsgáló intézetek igénybevételéről. Budapest
- 1953 Tanulmányok a vetőmagvizsgálat köréből. 1. A répamag használati értéke. Növénytermelés
- 1954 Tanulmányok a vetőmagvizsgálat köréből. 2. Adatok a gabonafélék és pázsitfűfélék csírázásának menetéhez. MTA Agrártudományok Osztálya Közleményei
- 1955 Vetőmagtermesztésünk a vetőmagvizsgálat tükrében. MTA Agrártudományok Osztálya Közleményei
- Rada István Tamás 1955: Őrlő- és hántolóiparok. Egyetemi tankönyv. Budapest (kiegészítések)
- 1956 Hetvenöt esztendő a jobb vetőmag szolgálatában. Budapest
- 1964 A magvak morfológiai típusrendszere. Benyújtott doktori értekezés
- 1966 Magismeret I–II. köt. A benyújtott doktori értekezés átdolgozva. Budapest